# Zip & Zap (serie animata)
Zip & Zap (Zipi y Zape) è una serie animata spagnola creata dal disegnatore José Escobar Saliente creatore della serie di fumetti umoristici Zipi y Zape, andata in onda dal 2003 al 2005. In Italia è stata trasmessa su Italia 1 dal 23 giugno 2007 con la sigla interpretata da Cristina D'Avena e Giorgio Vanni, con la partecipazione dei Piccoli Artisti dell'Accademia New Day.

## Trama
La serie animata narra le eroiche gesta di due gemelli Zip e Zap anche se nessuno di loro è in grado di acchiapparli e tanto meno a fermarli.

## Episodi
- 1. ¿Hermanitos...? ¡No, Gracias!
- 2. Sé lo que Copiasteis el Último Verano
- 3. ¡Algo Pasa con Evilina!
- 4. Pobre Niño Rico y Asqueroso
- 5. Misión: Wanda está Imposible
- 6. ¡E'mio, Mío y Sólo Mío!
- 7. ¡Que Viene el Coco! Parte 1
- 8. ¡Que Viene el Coco! Parte 2
- 9. La Guerra de los Piojos
- 10. ¿Podemos Tener un Perrito?
- 11. Pesadilla de Evilina's Estréss
- 12. ¡Quítale la Barba a Santa Claus!
- 13. Pdotezto Zeñodía
- 14. La Superpandi
- 15. ¡Al Sótano Sin Cenar!
- 16. Sir Toi o no Sir Toi
- 17. Por un Puñado de Bolis
- 18. El Zafiro Sedaelpiro
- 19. Jope, y yo con Estos Padres
- 20. Te lo Juro por la Cobertura de mi Móvil
- 21. El Proyecto de la Cucaracha Bleeeeeeeg
- 22. ¡¡Te Pireeeeees!!!
- 23. ¡Vaya Par de Colgaos!
- 24. Los Ángeles Caídos... y Mojados
- 25. Amor... ¡Que Asco!
- 26. Los Caballeros del Pupitre Redondo

## Personaggi
- Zip
- Zap
- Evelina
- Baldassare
- Piui
- Baby Doll